# Vanishing Point
Vanishing Point (titulada en español Punto límite: cero en España y Carrera contra el destino en Hispanoamérica) es el título de una película del género road movie, filmada en el año 1971. La película fue dirigida por Richard C. Sarafian y protagonizada por Barry Newman, Cleavon Little y Dean Jagger. La película incluye un comentario social del Festival de Woodstock y se le acredita como una de las primeras películas de tener una banda sonora original de música rock. En la BSO, intervienen artistas como Delaney & Bonnie & Friends, Bobby Doyle, Big Mama Thornton, Jerry Reed, Mountain y otros. Esta película se ha convertido en un film de culto y su banda sonora se sitúa en la iconografía pop junto con las de Easy Rider y Zabriskie Point. Es el top 16 de las 100 mejores películas de acción de todos los tiempos por GQ.

## Argumento
Newman, quien desempeña el papel de Kowalski (su primer nombre no se revela en la película), un veterano de la guerra de Vietnam, apuesta que es capaz de conducir un coche Dodge Challenger blanco del año 1970 desde Denver, Colorado hasta San Francisco, California, recorriendo el suroeste de Estados Unidos en solo 15 horas. También deberá enfrentarse a problemas con la policía.
Existe una nueva versión de la película, que ha sido protagonizada por Viggo Mortensen y cuyo argumento es distinto.

## Curiosidades
- El videoclip de la banda de rock Audioslave Show me how to live está basado en esta dicha película.
- En la película de 2007 Death Proof, Quentin Tarantino rinde homenaje a esta película cuando sus protagonistas la mencionan varias veces y además buscan expresamente un Dodge Challenger blanco de 1970, exacto a uno de los coches utilizados en Vanishing Point.
- La banda experimental de rock y electrónica Primal Scream publicó en 1997 un disco titulado precisamente Vanishing Point en homenaje a la película. Esta banda grabó incluso un tema titulado "Kowalsky", en clara referencia al film, en cuya letra se hace referencia a escenas, si bien la banda declaró que también hacía referencia a un extraño personaje llamado Aristin.
- La banda estadounidense de hard rock Guns N' Roses hace referencia a una escena de dicha película en la canción "Breakdown" de su cuarto álbum "Use Your Illusion II" citando una frase de la misma casi al final de la canción.